# 磷營養
磷是人體必需的礦物質營養素。相比其它微量元素，磷在自然界中分布甚廣，因此一般情形很少有缺乏之可能。在世界衛生組織的資料庫中，幾乎沒有關於缺磷的地區方面的報導。这可能是與磷的來源有關，食物中含磷較多者為牛奶與肉類，即能供應多量蛋白質者，必能供應充分之磷質。

## 人體含量與分佈
磷佔了人體中的礦物質量之四分之一，或是體重的百分之一是磷質。體重70公斤的成人，體內磷約有560到850公克左右，也表示磷佔細胞乾重的2%-4%。其中以無機鹽類狀態與鈣結合者佔85%，形成骨骼，牙齒中不溶性的磷灰石；1%在血液與體液中，其餘的14% 則存在肌肉與內臟等軟體組織。骨骼中鈣與磷之比為2:1，軟體組織中的磷含量遠比鈣為多，此種組織中之磷多為有機型的化合物。
血液的磷分為有機態70%與無機態30%兩大類：
- 70%有機態: 主要為磷脂。磷脂質是細胞膜之組成分，調節溶質在細胞之間進出，含磷的脂蛋白能幫助脂肪之吸收。
- 30%無機態: HPO(42-50%)， H2PO(4-10%)，其餘40%為鈉、鈣、鎂的磷酸化合物。

|            | 鈣          |      | 磷          |      |  |
| 組織       | 總量(mmole) | (%)  | 總量(mmole) | (%)  |  |
| 骨骼       | 31350       | 99.5 | 19000       | 85.6 |  |
| 肌肉       | 48          | 0.15 | 1900        | 8.6  |  |
| 細胞外功能 | 35          | 0.11 | 17          | 0.08 |  |
| 紅血球     | 0.04        | 極低 | 40          | 0.18 |  |
| 其他       | 66.96       | 0.24 | 1243        | 5.6  |  |
| 總和       | 31500       | 100  | 22200       | 100  |  |

## 建議攝取量
成人每天自食物中需摄取磷0.74克。幼兒在發育期，每天需磷1克以上。磷的吸收是否良好，直接影響骨的鈣化。维生素D能促進磷的吸收。臨床檢驗分析的是血清無機磷濃度，隨年齡而改變，孩童的參考值範圍是 1.29–2.26 mmol/L （4.0-7.0 mg/dl），成人為 0.81-1.45 mmol/L （2.5-4.5 mg/dl；嬰幼兒期血磷最高，可能是腎臟絲球體過濾速率較低；孩童高於成人，可能是成長激素與類胰島素生長因子的影響。
| 年齡        | 美國RDA (mg/day) | 台灣 充足攝取量 (adequate intake, AI)(mg/day) |  |
| 0個月~      | AI= 100          | 150                                           |  |
| 3個月~      | AI= 100          | 200                                           |  |
| 6個月~      | AI = 275         | 300                                           |  |
| 1歲~        | 460              | 400                                           |  |
| 4歲~        | 500              | 500                                           |  |
| 7歲~        | 500              | 600                                           |  |
| 10歲~       | 1250             | 800                                           |  |
| 13歲~       | 1250             | 1000                                          |  |
| 19歲~       | 700              | 800                                           |  |
| 孕婦 ≤18歲  | 1250             | 1000                                          |  |
| 孕婦 19歲 ~ | 700              | 800                                           |  |

## 食物來源
磷在食物中存在很廣泛。不同種類的食物，其磷含量也不相同。食物中肉、魚、蛋、牛乳、乳酪和硬殼果等蛋白質含量豐富的食物含磷較多。

## 消化與吸收
成人每日攝入的磷約為1~1.5g。食物中的磷為有機態和無機態的混合物，經小腸磷解脢(phosphatase)之水解作用後，大部份以無機磷酸鹽的形式，由小腸上皮細胞吸收，以空腸之吸收最快。腸腔中磷濃度低於1-3 mM 時，以主動運輸吸收；濃度高時以促進性擴散(facilitated diffusion)。吸收形式主要為酸性磷酸鹽，吸收率可達 70％。成人之吸收率為65-70%，嬰幼兒之吸收率為65-90%，幾乎是鈣的兩倍，而且吸收率不受飲食攝取量之影響。維生素D可促進磷吸收，但效應小。Ca2+、Mg2+、 Al3+和 Fe3+ 可與磷酸根結合成不溶性化合物，故食物中大量的鈣不利磷吸收，吸收率隨著膳食鈣磷比例之增高而降低。酸性環境有利於磷吸收，反之，含氫氧化鋁(Al(OH)3)之制酸劑會抑制磷的吸收。嚴重腎病患者血磷过高時，常服用含有Al(OH)3 的乳製品以减少磷的吸收。

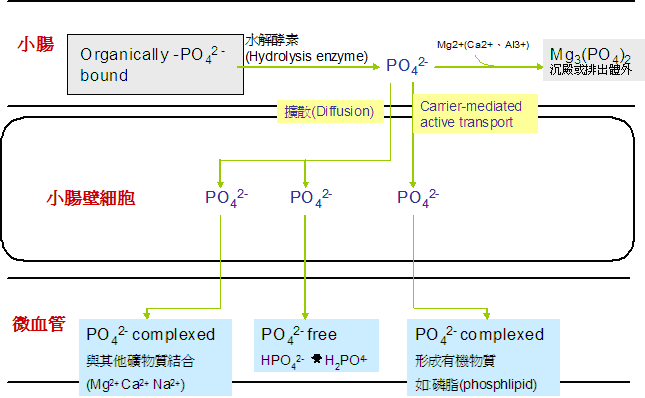
小腸細胞對磷的吸收

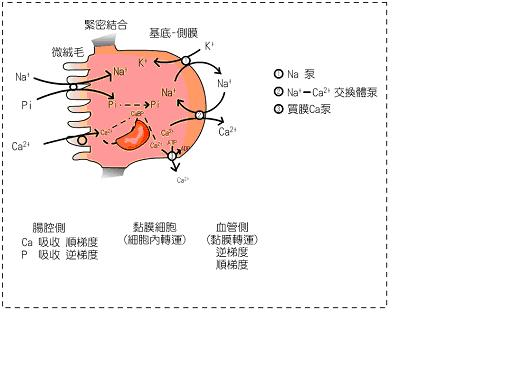
小腸細胞對磷的吸收

## 生理與生化功能
在人體中的主要功能有構成細胞的結構物質、 調節生物活性與參與能量代謝等。
- 構造成分
  - 磷脂質是細胞膜的主要成分。磷酸鹽是骨骼與牙齒的重要組成分，骨骼的礦物質成分為輕磷灰石（hydroxyapatite，Ca5(PO4)3(OH)），其中磷對鈣的重量比例是約1：2。核酸DNA與RNA的構造中有五碳醣－磷酸鹽，這類化合物控制遺傳的作用。
- 代謝活化步驟：
  - 很多代謝作用的中間反應包括磷酸化作用，例如葡萄糖代謝的第一個反應為磷酸化；UTP (uridine triphosphate)水解生成UMP，和磷酸葡萄糖(Glu-1-P)合成UDP-Glu，用於合成肝醣。

- 能量的傳遞與儲存手段：
  - 代表物質便是三磷酸腺苷(adenosine triphosphate ATP)與ADP-ATP系統；ATP為呼吸作用與光合作用中的能量儲存物質，藉由水解去磷酸化來釋放能量供細胞代謝所需，公式如下：
  - ATP + H2O → ADP + Pi + H+   ΔG˚ = -30.54 kJ/mol (−7.3 kcal/mol)
  - ATP + H2O → AMP + PPi + H+  ΔG˚ = -45.6 kJ/mol (−10.9 kcal/mol)
  - 磷酸肌酸(phosphocreatine)由ATP和肌酸在肌肉細胞中組成，可提供肌肉所需的能量。

- 緩衝作用：
  - 協助維持體液、血液的酸鹼平衡，細胞外液為Na2HPO4/NaH2PO4，細胞内液為 K2HPO4/KH2PO4；在腎臟中進行反應 Na2HPO4 + H+ →NaH2PO4 + Na+，以移除氫離子而升高血液pH值等

- 第二傳訊者（second messenger）：例如cAMP (Cyclic adenosine monophosphate)與IP3 cAMP 的合成
  - 激素(荷爾蒙)與細胞膜上的受體作用之後即完成傳遞訊息之任務。後續就由環狀AMP(cAMP)將訊息傳入細胞內的蛋白質激脢(protein kinases)，使其活化以繼續將訊息傳遞下去，引起特定的生理反應。以cAMP作為第二傳訊者的激素之一是腎上腺素。
- 調節蛋白質活性：
  - 許多酵素與蛋白質藉由磷酸根的添加與否而改變活性，此種調節形式廣泛地為生物所用，稱為磷酸化(Phosphorylation)。
- 幫助氧氣的運輸：
  - 紅血球細胞中合成2,3-diphosphoglycerate會降低血紅素與氧分子的結合而釋出氧氣；當2,3-diphosphoglycerate減少則降低氧氣的釋出效率。

## 與其他營養素的關聯
拮抗磷吸收的分子有植酸(phytate)，過量攝取鎂，鈣及鋁。維生素D(Calcitriol) 能刺激十二指腸與空腸的磷吸收，當血清磷降低時，促進腎臟釋放出維生素D荷爾蒙1,25(OH)2D3。

## 缺乏與過量
- 缺磷會減緩成長，增加細胞鉀、鎂、氮的流失而影響細胞功能。但是磷廣泛存在於日常生活的飲食中，因此飲食引發的磷缺乏很少見。腎臟疾病患者攝取大量含鈣、鎂或鋁的制酸劑，金屬離子在胃腸中和磷結合，進而抑制了磷的吸收。營養不足的病人採用未經腸胃的方式復食，若無補充磷的攝取，容易產生缺磷的症狀，稱之為復食症候群。磷的吸收不足（生化上血清濃度低於1.5mg/mL）會造成佝僂病和骨質流失、肌肉病變萎縮、橫紋肌溶解症、心肌病變、與心率不整、呼吸衰竭、白血球功能減弱、代謝性酸中毒、中樞與周邊神經功能嚴重受損、運動失調症以及影響氧的正常運輸。

- 磷中毒也很少見，曾發生在新生兒攝取磷對鈣的比例過高之配方。磷中毒的特徵是低血鈣和手足抽搐。為避免過量，磷的攝取量的上限是：1到9歲為一天3公克，10到70歲為一天4公克，71歲以上為一天3公克，懷孕和哺乳婦女是一天4公克[3]。

## 代謝障礙

### 低磷血症(Hypophosphatemia)
血漿磷濃度＜2.5mg/dl(0.81mmol/L)便是低磷血症。引發低磷血症有許多可能原因，急性低磷血症最常發生在急性中毒、嚴重灼傷或是呼吸鹼中毒(Respiratory alkalosis)、糖尿病酮酸中毒(Diabetic ketoacidosis)者及接受全營養注射的病人。慢性低磷血症通常見於腎臟病變者或先天障礙造成的磷酸根回收減少、激素障礙(如庫欣綜合症患者)、電解質失調(如低鎂血症(Hypomagnesemia)和低鉀血症)、荼鹼中毒者及利尿劑長期使用者。慢性嚴重低磷血症則多由於長期的磷酸根失調，原因包括長期飢餓及吸收不良，例如飲食中磷攝取量減少、終末期的腎病透析所造成的磷酸根流失等。
嚴重慢性磷缺失的病人可能有厭食、肌肉無力及骨中缺磷所造成的軟骨病(osteomalacia)現象，嚴重會造成神經及肌肉的障礙，導致昏迷及死亡；嚴重低磷血症的病人除肌肉無力外亦可能伴隨橫紋肌溶解症、溶血性貧血、血紅蛋白氧釋放量減少及白血球和血小板的功能損害。
磷廣泛存在於日常生活的飲食中，因此不需要太過擔心飲食上磷攝取不足的情況。但有時候有些胃藥中會有與磷結合的制酸劑成分，會造成磷的缺失。若已有低血磷的症狀時，除了規律均衡的飲食之外，可以減少制酸劑或利尿劑的使用，或是矯正低鎂血症。

### 高磷血症(Hyperphosphatemia)
血漿磷酸鹽濃度＞4.5mg/dl(1.46mmol/L)是為高磷血症，一般由於腎對磷酸根的排泄機能降低所致，例如晚期腎功能不足的病人或是副甲狀腺機能衰退的病人。高磷血症同樣見於口服磷酸鹽過多或是灌腸劑使用過度者。
大多數高磷血症病人並無症狀，但是過多的磷攝取可能會在腸胃道與鈣結合，而影響鈣質的攝取，但若鈣的攝取量十分充裕，則血磷高低並不會影響鈣的吸收。高磷血症最大的危害是影響與鈣有關的荷爾蒙調節，或是併發低血鈣(Hypocalcaemia)的現象；低血鈣易造成神經興奮增加、麻木感、痙攣、癲癇等現象。血磷過高亦會併有高鈣血症(Hypercalcaemia)，導致軟組織(如心肌、橫紋肌、血管等)異常鈣化，以腎臟最易受害，造成腎功能的低落及病變。
慢性高磷血症的主要治療原則是減少磷攝取量，除了避免食物中含大量的磷之外，用磷結合劑與食物一起服用也是方法之一。

## 遺傳性疾病
性聯遺傳低磷酸佝僂症 (X-linked Hypophosphatemic Ricket)是位於X染色體短臂22.1位置上的PHEX基因(Phosphate regulating gene with Homologies to Endopeptides, on the X chromosome)發生點突變或小段基因缺損所引起。遺傳模式為性聯顯性遺傳，發生率約為1/ 20,000，目前台灣衛生署已列為公告罕見疾病。此症患者不分男女均有低磷酸鹽血症(Hypophosphatemia)，即血中磷的濃度偏低，主要是基因突變造成表皮刷狀緣的鈉-磷共同運輸器缺陷(NPT2)，近端腎小管對磷的再吸收降低，磷大量流失於尿液中所造成。磷的缺乏會導致骨骼的礦物質化(mineralization) 不良，使成長中的孩童生長減慢、骨齡遲緩，稱之為「佝僂症」，但女性患者骨骼疾病較男性患者輕微。

## 外部連結
1. 磷的食物來源
2. 抗維生素D型佝僂病